# Hélio (mitologia)

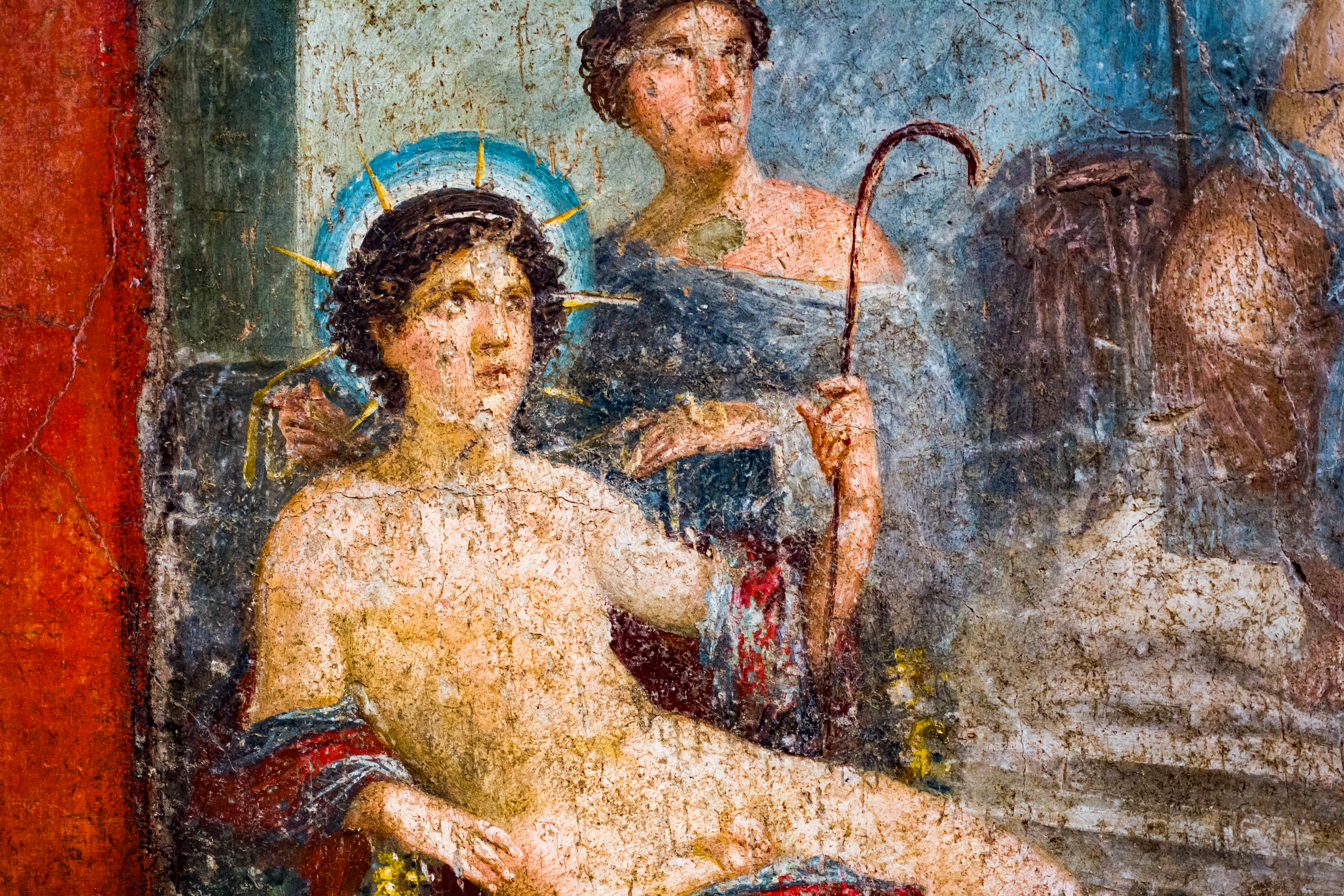
Hélio em um afresco antigo de Pompéia

Hélio (em grego:   Ἥλιος, "Sol", latinizado como Helius) é a personificação do sol na mitologia grega. Hélio é filho do titã Hiperião com a titânida Teia, e irmão da deusa Éos, personificação do alvorecer, e da deusa Selena, personificação da lua. O equivalente de Hélio na mitologia romana é o deus Sol, mais especificamente o Sol Invicto.

## Etimologia e derivações
O grego ἥλιος (do anterior ἡϝελιος / hāwelios /) é a palavra herdada para o Sol do protoindo-europeu seh₂u-el, que é cognato do sol em latim, surya do sânscrito, swegl do inglês antigo, sól do norueguês antigo, haul do galês, hvar do avéstico, etc.  Pensa-se que o nome Helena compartilhe essa etimologia e possa expressar uma personificação alternativa primitiva do sol entre os povos helênicos.
É de Hélio veio o termo acadêmico heliolatria, que denota a adoração e subsequentes cultos ao sol e a deidades solares, independentemente de origem ou nacionalidade.
Também de Hélio veio a inspiração para o nome do elemento químico hélio, o segundo elemento químico mais abundante no universo.

## Mitos e atributos
Hélio é representado coroado por uma auréola solar. É casado com Perseis, filha de Oceano e Tétis. Com ela, Hélio teve vários filhos, entre os quais Eetes, Circe, Perses e Pasífae, que se casou com o Rei Minos de Creta. Hélio com Clímene teve sete filhas, as helíades, e um filho, Faetonte. Higino também dá uma versão alternativa, na qual Faetonte é tataraneto de Hélio.
Com o passar do tempo, Hélio é cada vez mais identificado com o deus Apolo; no entanto, apesar do sincretismo, foram muitas vezes vistos como dois deuses distintos (Hélios era um deus menor, enquanto Apolo é deus olímpico).

## O Carro do Sol
Hélio circunda a terra no assim-chamado carro do sol, cavalgando o céu até o oceano para banhar os cavalos, dando início à noite. Nada no universo lhe escapa da vista, motivo que até os deuses o conjuram para atuar como testemunha em importantes eventos.
Segundo o poeta romano Ovídio, o carro do sol de Hélio é uma carruagem, por vezes representada como uma biga, puxada por quatro cavalos de fogo, cujos nomes variam. Segundo o próprio, os nomes são Piro, Éous, Éton e Flégon. Já segundo Eumélo de Corinto, o nome dos machos são Éous e Etíope, e o das fêmeas, que são unidas por um jugo, são Bronte, a trovoada; e Estérope, o relâmpago.